# Candikuning
Candikuning is een bestuurslaag in het regentschap Tabanan van de provincie Bali, Indonesië. Candikuning telt 7152 inwoners (volkstelling 2010).